# Ghansikuwa
Ghansikuwa – gaun wikas samiti w zachodniej części Nepalu w strefie Gandaki w dystrykcie Tanahu. Według nepalskiego spisu powszechnego z 2001 roku liczył on 1652 gospodarstw domowych i 7575 mieszkańców (4047 kobiet i 3528 mężczyzn).